# Bisdom Dunedin
Het Nieuw-Zeelandse rooms-katholieke bisdom Dunedin (Latijn: Dioecesis Dunedinensis) werd in 1869 gesticht. De zetel van het bisdom is in Dunedin op het Zuidereiland waar zich de Sint-Jozefkathedraal bevindt. 

## Bisschoppen sinds 1920
- James Whyte, 1920-1957
- John Kavanagh, 1957-1985
- Leonard Boyle, 1985-2004
- Colin Campbell, 2004-heden